# Prijateljsko število
Prijateljski števili sta v matematiki celi števili, katerih vsota njunih pravih deliteljev je križno enaka drugemu številu. Prvi takšen par je 220 in 284. Množica pravih deliteljev števila 220 je {1, 2, 4, 5, 10, 11, 20, 22, 44, 55, 110}, njihova vsota pa je enaka 284. Množica pravih deliteljev števila 284 je {1, 2, 4, 71, 142}, katere vsota je enaka 220. Prijateljska števila so bila znana pitagorejcem in ti so jim pripisovali veliko skrivnostnih pomenov in lastnosti.
Splošno enačbo za prijateljska števila je okoli leta 850 našel Tabit ibn Kora (826-901): če označimo
pn = qn−1 = 3 · 2n−1 − 1,
qn = 3 · 2n − 1,
rn = 9 · 22n−1 − 1,
kjer je n > 1 celo število, pn, qn in rn so praštevila, potem sta (2npnqn, 2nrn) par prijateljskih števil. Število qn se včasih imenuje Tabitovo število, pari prijateljskih števil pa Tabitovi pari. Zaporedje indeksov, ki dajo Tabitova števila {5, 11, 23, 47, 191, 383, 6.143, 786.431, 51.539.607.551, 824.633.720.831, 26.388.279.066.623, 108.086.391.056.891.903, 55.340.232.221.128.654.847, 226.673.591.177.742.970.257.407, 59.421.121.885.698.253.195.157.962.751, ...} je {1, 2, 3, 4, 6, 7, 11, 18, 34, 38, 43, 55, 64, 76, 94...}. Tabitova enačba velja za (n) = 2, 4, 7, kar da tri praštevila (p, q, r) = (5, 11, 71), (23, 47, 1.151), (191, 383, 73.727), in prijateljske pare (220, 284), (17.296, 18.416) in (9.363.584, 9.437.056). Te vrednosti, ki rešijo Tabitovo enačbo so edine znane. Tudi par (6.232, 6.368) je prijateljski, vendar ga enačba ne najde. Enačbo sta ponovno odkrila de Fermat leta 1636 in Descartes (1596-1650) leta 1638, posplošil pa jo je Euler. Števili (2npm,nqm,n, 2nrm,n) sta prijateljski, če so vsa števila oblike:
pm,n = 2m (2n−m + 1) − 1,
qm,n = 2n (2n−m + 1) − 1,
rm,n = 2n+m (2n−m + 1)2 − 1,
praštevila, za poljubno celo število m, za katerega velja 1 ≤ m ≤ n -1. Tudi Eulerjeva enačba ne velja povsem in je zadosten, ne pa tudi potreben pogoj za pare prijateljskih števil. Eulerjeva enačba velja za (n, m) = (2, 1), (4, 3), (7, 6), (8, 1), (40, 29), ... kar da tri praštevila (pm,n, qm,n, rm,n) = (5, 11, 71), (23, 47, 1.151), (191, 383, 73.727), (257, 33.023, 8.520.191), (1.100.048.498.687, 2.252.899.325.313.023, 2.478.298.520.505.800.166.853.312.511), ... in prijateljske pare (220, 284), (17.296, 18.416), (9.363.584, 9.437.056), (2.172.649.216, 2.181.168.896), (2.724.918.040.393.706.557.785.752.240.819.405.848.576, 2.724.918.040.396.184.856.306.258.038.787.235.905.536), ...
Prvo omembo prijateljskih števil zasledimo pri tolmačenju Nikomahovega dela Iambliha iz Kalcisa (okoli 250-330) okoli leta 300 in tudi v grškem izrazu arithmoi philos, kar dobesedno pomeni prijazna števila. Prijateljska števila so raziskovali Al Madšriti (umrl 1007), Abu Mansur Tahir al-Baghdadi (980-1037), Descartes (za katerega včasih navajajo, da je odkril Tabitovo enačbo in je našel par (9.463.584, 9.437.056)), C. Rudolphus in drugi. Fermat je leta 1636 v pismu Mersennu zapisal 8. najmanši par (17.296, 18.416). Pred njim so ta par odkrili že Tabit in okoli leta 1300 tudi Farisi in ibn al-Banna, ki je tedaj zapisal: "Števili 17.296 in 18.416 sta prijateljski, eno bogato, drugo revno. Alah je vseveden". 7. najmanjši par (12.285, 14.595) je našel leta 1939 Brown. Leta 1747 je Euler objavil seznam 30 parov prijateljskih števil. Par največjih dveh prijateljskih števil v njegovem seznamu je bil:
1.084.730.902.983 = 35 · 7 2 · 13 · 19 · 53 · 6959,
1.098.689.026.617 = 35 · 7 2 · 19 · 179 · 2087 .
Od leta 1747 do leta 1750 je Euler prijateljskim številom namenil tri članke. S svojo novo posplošeno metodo mu je uspelo poiskati kar 66 novih parov prijateljskih števil. Napravil je dve napaki, ki so ju odkrili leta 1909 in 1914. Paganini (rojen 1850) je leta 1866 našel drugi najmanjši par prijateljskih števil (1184, 1210), ki jih Euler leta 1747 kjub svojemu trudu in sistematičnemu iskanju ni odkril.
Če je število enako vsoti 'svojih' pravih deliteljev, se imenuje popolno število. Prva štiri taka so 6, 28, 496 in 8128.
Danes poznamo preko 7500 parov prijateljskih števil. Ne ve pa se ali obstaja neskončno število parov prijateljskih števil.